# イソフルラン
イソフルラン（Isoflurane）とはハロゲン化エーテル系の吸入麻酔薬の一つである。商品名フォーレン。常温では不燃性の液体であり、エンフルランの構造異性体である。光学活性中心を1つ持つが、光学分割はせずにラセミ体で用いられる。中枢神経の抑制、呼吸抑制、血圧低下、筋弛緩などの薬理作用があり、痙攣誘発作用は持たない。長時間投与でも肝毒性や腎毒性を示さないため、肝疾患や腎疾患を持つ動物に対しても使用することができる。ヒトでは肝・胆道疾患や腎機能障害を持つ患者には慎重投与とされている。脳保護作用が強い。過去に悪性高熱を示した動物あるいは悪性高熱を好発する動物での使用は禁忌である。吸入麻酔薬としてのカラーコードは、紫。製品容器や専用気化器には紫のラベルが貼られている。
ヒトではセボフルランゃデスフルラン、静脈注射薬のプロポフォールに取って代わられて来ているが、獣医学領域では今も頻用されている。
イソフルランは常に空気および／または純酸素と混合して用いられる。亜酸化窒素と併用される事も多い。その物性から、ハロタンに較べて効果発現が速いが、呼吸器系への刺激性があるのでその利点は相殺される。通常チオペンタールまたはプロポフォールでの麻酔導入後の維持に用いられる。室温では液体であるが容易に蒸発する。
WHO必須医薬品モデル・リストに収載されている。

## 副作用
メトキシフルランにおける腎障害やハロタンによる肝障害といった特徴的な副作用は知られていないとされる:1が、幼弱動物実験モデルにおいては、ケタミンとイソフルランを使用すると著明な神経変性が発生するとの懸念がある。神経変性のリスクは、ミダゾラム等のベンゾジアゼピンや亜酸化窒素と併用すると上昇する。
重大な副作用に、悪性高熱（0.1%未満）、呼吸抑制（0.1～5%未満）、ショック、アナフィラキシー、肝炎、肝機能障害、QT延長、心室頻拍（torsades de pointesを含む）、心室細動、完全房室ブロック、心停止 がある（頻度未記載は頻度不明）。
0.1～5%未満に、不整脈（徐脈、頻脈を含む）、血圧変動、ST低下、心電図異常、肝機能異常、AST（GOT）上昇、ALT（GPT）上昇、悪心、嘔吐、振戦、頭痛が発生する。

### 高齢者への投与
イソフルラン投与と 術後認知機能障害（POCD）の関連性が、特に高齢者において懸念されている。ヒト培養細胞をイソフルランに曝露すると、アポトーシスの誘導とアミロイドβの蓄積と凝集が認められ、POCDの原因の一部となり得ると思われたが、全体像は不明である。研究はin vitro で実施されており、これらの知見を麻酔の安全性向上に結び付けるためには、さらなるin vivo の実験が必要である。動物実験では、イソフルランで麻酔したアルツハイマーモデルマウスではアミロイド病変が増加し、認知機能障害を惹起することが示された。マウスの記憶障害は、GABAAα5サブユニットの逆作動薬であるL-655,708の前投与で防止可能であった。ヒトのPOCDを防止できるか否かは不明である。
最新鋭の核磁気共鳴分光法を応用した生物物理学的研究で、吸入麻酔薬がアミロイドβの3つのアミノ酸残基（G29、A30、I31）と相互作用し、凝集を促進することが判明した。この領域は『一般に使用される吸入麻酔薬の一部が脳に損傷を与え、アルツハイマー病の発生を加速させる』可能性があるので重要であるとされる。

## 作用機序
他の多くの麻酔薬同様、作用機序は明確には判っていない。イソフルランは疼痛閾値を上昇させ（鎮痛効果）、骨格筋を弛緩させる。ニューロンレベルにおいて、イソフルランは抑制性の受容体であるGABAA受容体を活性化し、興奮性の受容体であるニコチン性アセチルコリン受容体を抑制する一方で、NMDA型グルタミン酸受容体に対する作用はあまりないことが知られている。イソフルランは、活性化カリウムチャネルでの伝導を阻害する。また細胞膜の流動性を増加させる事で、カルシウムATPアーゼを活性化する。これは、ATP合成酵素およびNADHデヒドロゲナーゼのDサブユニットに結合する。

## 特性
| 特性                  | 値                   |
| --------------------- | -------------------- |
| 1気圧での沸点         | 48.5 ℃               |
| 最小肺胞内濃度（MAC） | 1.15                 |
| 20℃における蒸気圧     | 31.7 kPa（238 mmHg） |
| 血液・ガス分配係数    | 1.4                  |
| 油・ガス分配係数      | 98                   |

## 環境負荷
イソフルランの大気中での平均寿命は3.2年である。その地球温暖化係数は510であり、年間排出量上限は880tである。